# Economia computacional
Economia computacional é uma disciplina de investigação na fronteira entre economia, teoria da decisão e ciência da computação. Áreas abrangidas incluem a modelagem computacional baseado em agentes, modelagem computacional de sistemas dinâmicos macroeconómicos e custos de transação, outros aplicativos em economia matemática, finanças computacionais, econometria e estatística computacional, ferramentas computacionais para o projeto de mercados automatizados na Internet, ferramentas de programação projetadas especificamente para economia computacional e ferramentas pedagógicas para o ensino de economia computacional. Algumas destas áreas são exclusivas da economia computacional, enquanto que outras ampliam áreas tradicionais da economia, resolvendo problemas que são difíceis de estudar sem o uso de computadores.
Investigadores de economia computacional usam ferramentas computacionais de modelagem para resolver problemas económicos formulados analítica e estatisticamente. Um exemplo importante é a economia baseada em agentes computacionais, o estudo computacional de processos económicos modelado como sistemas dinâmicos de interação de agentes. Aqui o "agente" refere-se, em geral, a um pacote de dados e métodos comportamentais que representa uma entidade de um mundo computacionalmente construído. Agentes podem representar entidades sociais, biológicas e/ou físicas. A partir de condições iniciais determinadas pelo modelador, um modelo computacional desenvolve-se ao longo do tempo exclusivamente através das interações entre agentes.
Ferramentas de resolução computacional incluem, por exemplo, software para a realização de várias operações de matrizes (por exemplo, inversão de matrizes) e para resolver sistemas de equações lineares e não lineares.
As seguintes revistas são especializadas em economia computacional:
- "Computational economics";
- "Journal of Economic Dynamics and Control";
- "Journal of Economic Interaction and Coordination".